# Edwardsia andresi
Edwardsia andresi is een zeeanemonensoort uit de familie Edwardsiidae.
Edwardsia andresi is voor het eerst wetenschappelijk beschreven door Danielssen in 1890.